# Linia lotnicza

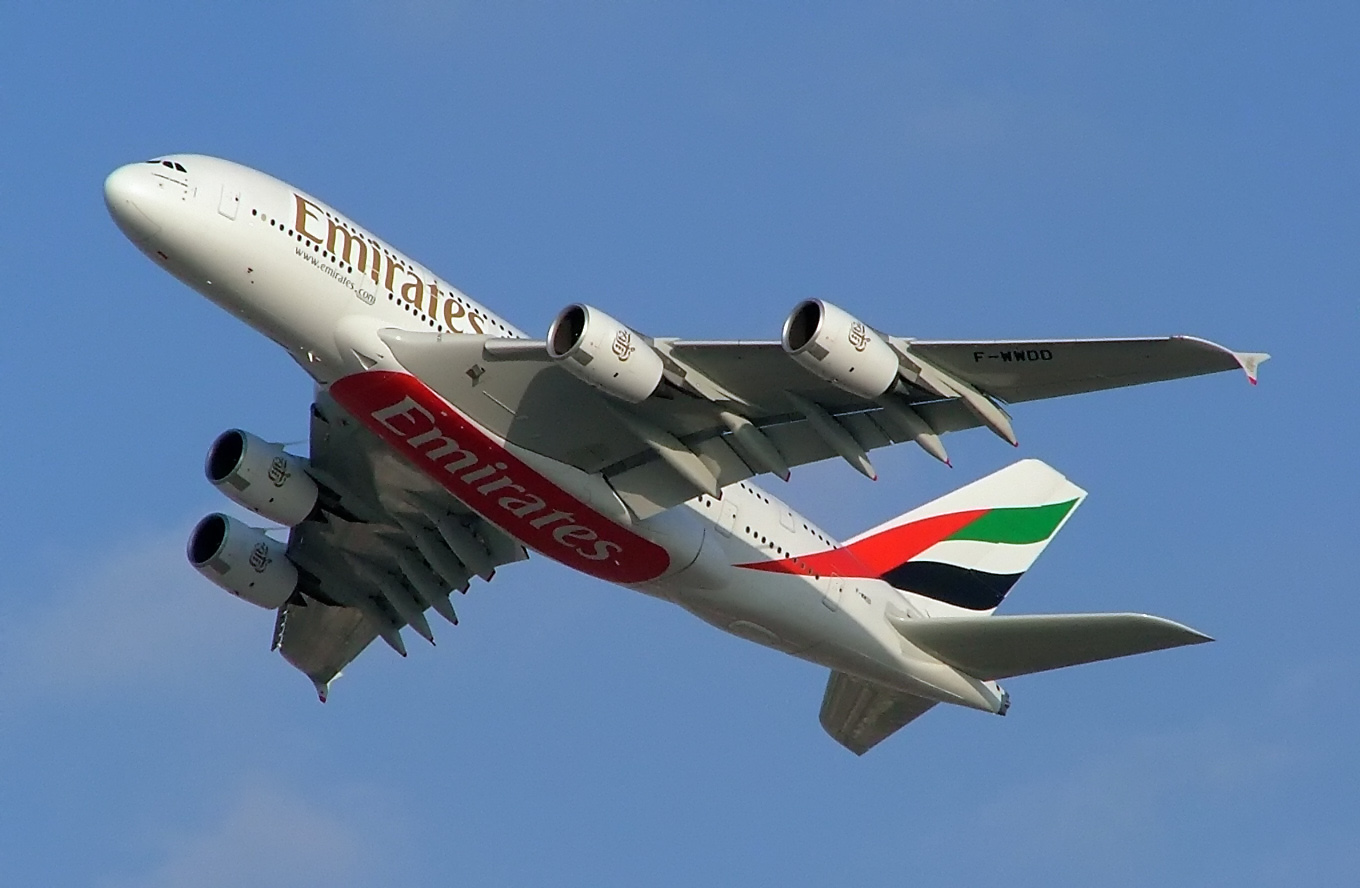
Airbus A380, egzemplarz największego samolotu pasażerskiego świata, w barwach Emirates

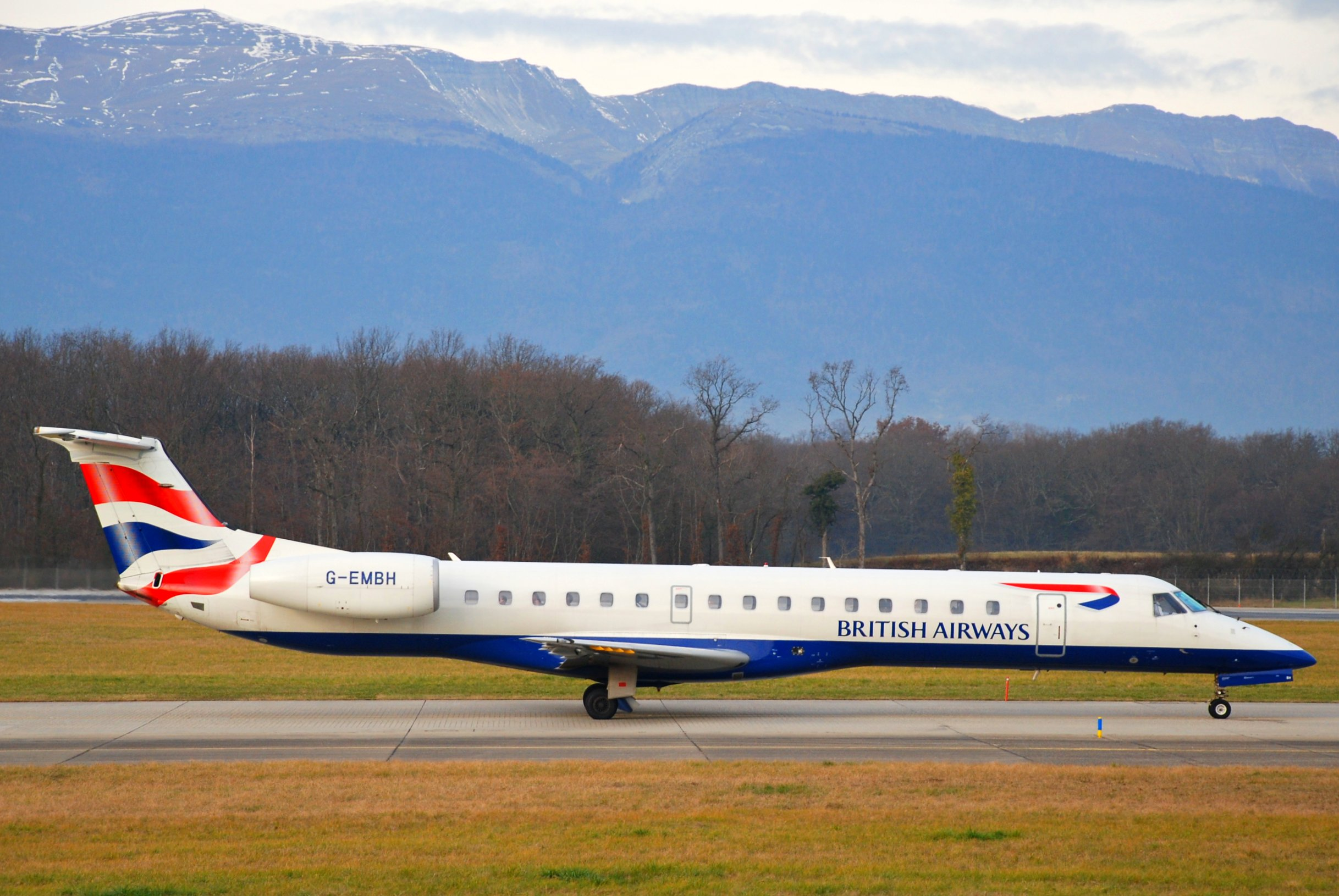
Samolot o zasięgu regionalnym Embraer 145, należący do brytyjskich linii lotniczych British Airways

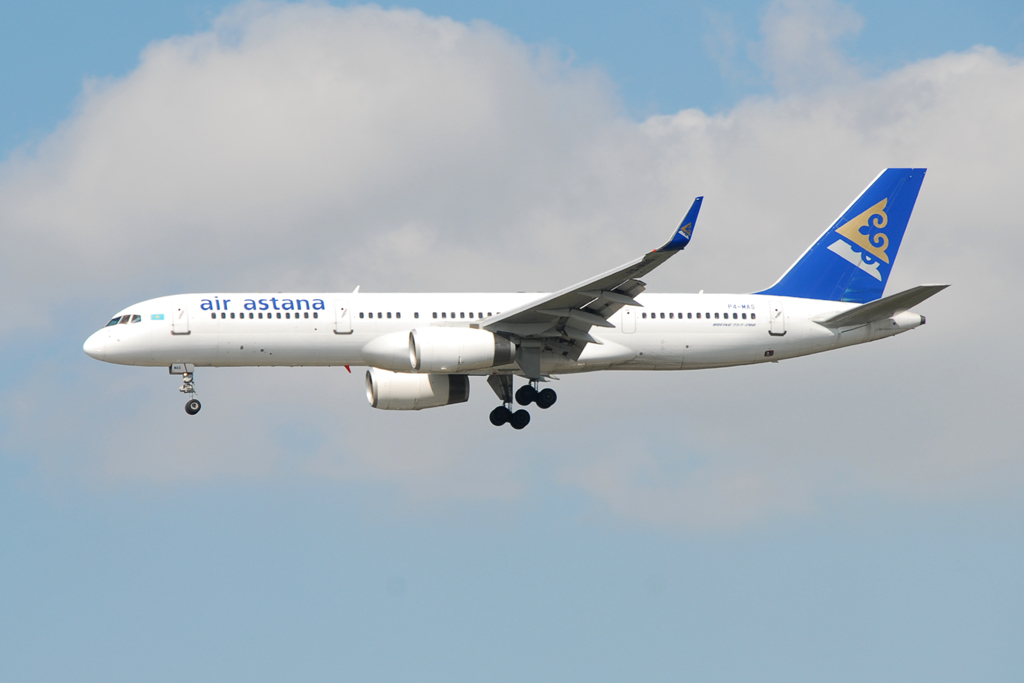
Samolot średniego i dalekiego zasięgu Boeing 757 w barwach kazachskich linii lotniczych Air Astana

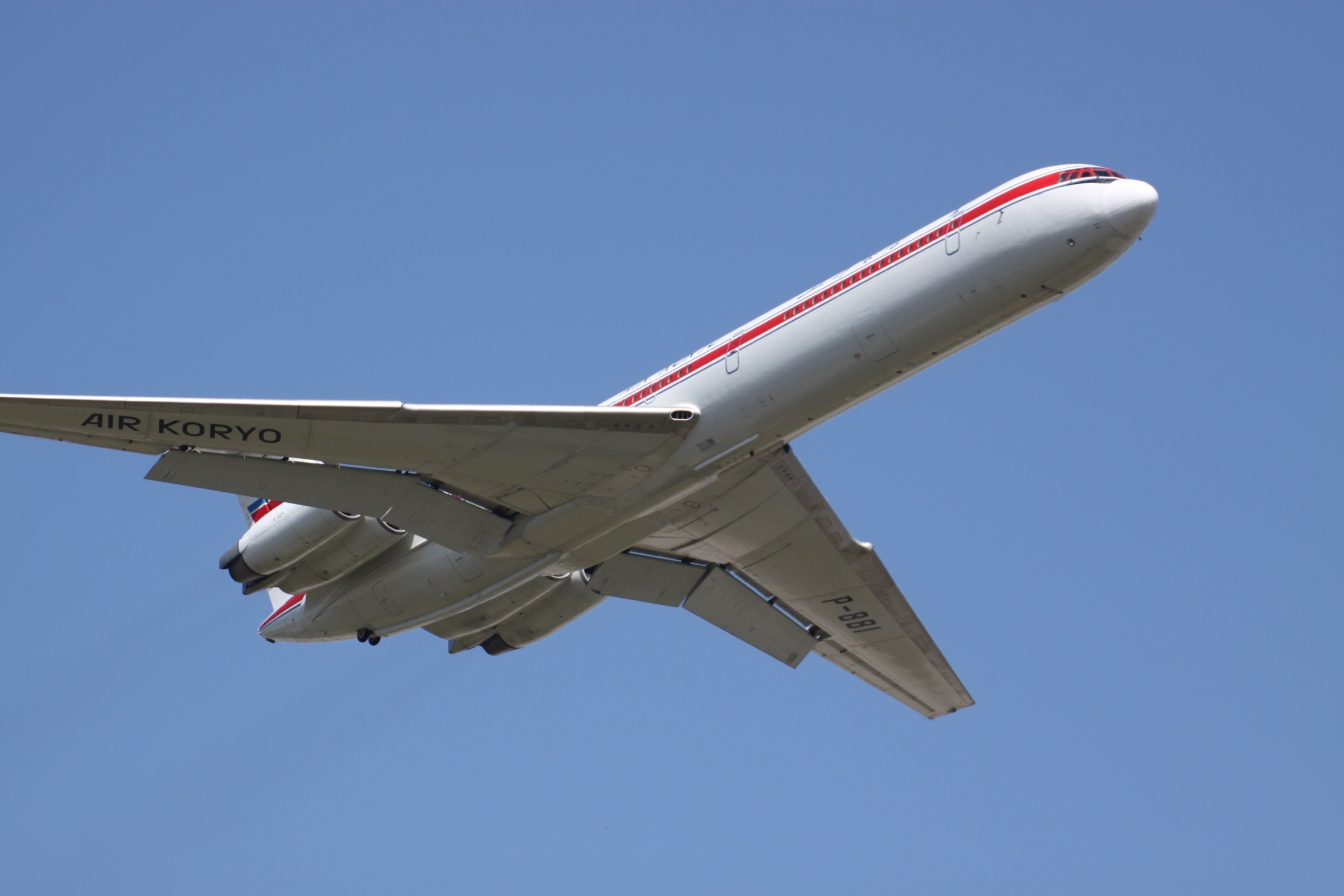
Wąskokadłubowy samolot dalekiego zasięgu Ił-62 północnokoreańskich linii Air Koryo

Linia lotnicza (zwykle w liczbie mnogiej: linie lotnicze) – przedsiębiorstwo lotnicze świadczące regularne i nieregularne usługi transportu lotniczego (przewóz pasażerów lub ładunków) oraz mające odpowiednie świadectwo urzędu lotnictwa cywilnego wydane przez państwo, w którym zostało założone.
Samoloty używane przez linie mogą być ich własnością lub wypożyczone. Dla zwiększenia zysków wiele linii lotniczych z różnych krajów zrzesza się w sojusze.

## Historia linii lotniczych

### 1919
- 5 lutego – powstają pierwsze linie lotnicze Deutsche Luft-Reederei, które wykonują loty na trasie Berlin-Weimar.
- 22 marca – pierwszy międzynarodowy lot pasażerski z Paryża do Brukseli, wykonany przez linie lotnicze Lignes Aériennes Farman.
- 7 października – utworzono holenderskie linie lotnicze Koninklijke Luchtvaart Maatschappij (KLM).
- 5 grudnia – zostają utworzone kolumbijskie linie lotnicze Aerovias Nacionales de Colombia SA.

### 1920
- 17 maja – odbywa się pierwszy lot KLM.
- 16 listopada – powstają australijskie linie lotnicze Qantas.

### 1921
- 10 maja – powstaje pierwsza na ziemiach polskich linia lotnicza Aero-Targ.

### 1922
- 2 listopada – pierwsze połączenie linii Qantas (Charleville-Cloncurry).